# Виндинг-Муратова, Елизавета Павловна
Елизавета Павловна Виндинг, Виндинг-Муратова  (1858 ― 1938) — драматург, новеллист, детская писательница.

## Биография
Из обедневшей помещичьей семьи. В юности ― провинциальная актриса. Была замужем за актёром Дмитрием Викторовичем Виндингом-Гариным. Вскоре оставила сцену, вторично вышла замуж за адвоката Владимира Лукича Муратова, жила в Москве. Автобиографические мотивы прослеживаются в рассказах «Несчастненькие» (1900), «Три дня моего детства» (1903), «Пряничный гусар» и «Доброе дело» (1906), в пьесе «Бесправная» (1900).
Литературную деятельность Виндинг начала в 1897 году. После смерти второго мужа, оставшись матерью большого семейства, содержала себя и детей на литературный заработок, сотрудничала в журналах «Детское чтение» и «Педагогический листок». Две её пьесы ― «Бесправная» и «Мими» (1901) ― при поддержке А. С. Суворина были поставлены на сцене театра Литературно-художественного общества в Петербурге. Драма «Бесправная» (постановка 1900) имела большой успех и в провинции. Критики назвали «Бесправную» «юридической драмой». Комедия «Мими» (под названием «Хризантемы» постановка 1901) тоже была в определённом смысле «юридической», поскольку в основу её сюжета положено известное в середине 1890-х гг. судебное дело, в котором участвовал в качестве защитника муж Виндинг.